# Christian Lantignotti
Christian Lantignotti (Milão, 18 de março de 1970) é um ex-futebolista italiano que atuava como meio-campista.

## Carreira
Lantignotti iniciou a carreira profissional aos 18 anos de idade, no Milan, onde atuou entre 1988 e 1990, porém teve poucas chances num time que tinha Carlo Ancelotti, Frank Rijkaard e Roberto Donadoni como principais jogadores do meio-campo (10 partidas).
Após deixar o clube Rossonero, defendeu Cesena, Reggiana (2 passagens), Cagliari e Padova, com relativo destaque na primeira e segunda divisões do futebol italiano - nesta última, atuaria também por Treviso, Monza e Siena, pelo qual entrou em campo apenas 3 vezes. Entre 2004 e 2009, jogaria nas divisões amadoras do país, vestindo as camisas de Forlì (também em 2 passagens), Bellaria Igea, Cesenatico, Sporting NovaValmarecchia e Cattolica.
O meio-campista ainda passou por Pennarossa (clube de San Marino) e Sanvitese, voltando ao Pennarossa em 2010, encerrando a carreira de jogador um ano depois.

## Carreira internacional
As presenças de Lantignotti na Seleção Italiana resumiram-se a 10 jogos pela equipe Sub-21, onde atuaria entre 1989 e 1991.

## Títulos
Milan
- Supercopa Italiana: 1988
- Liga dos Campeões da UEFA: 1988–89, 1989–90
- Supercopa Europeia: 1989
- Mundial Interclubes: 1989